# Michèle Deloraine
Michèle Deloraine (6 de noviembre de 1960) es una deportista francesa que compitió en tiro con arco, en la modalidad de arco compuesto.
Ganó dos medallas en el Campeonato Mundial de Tiro con Arco en Sala, plata en 1997 y oro en 1999 y dos medallas de oro en el Campeonato Europeo de Tiro con Arco al Aire Libre, en los años 1994 y 1998.

## Palmarés internacional
| Campeonato Mundial en Sala       | Campeonato Mundial en Sala | Campeonato Mundial en Sala | Campeonato Mundial en Sala |
| Año                              | Lugar                      | Medalla                    | Prueba                     |
| -------------------------------- | -------------------------- | -------------------------- | -------------------------- |
| 1997                             | Estambul (Turquía)         | Medalla de plata           | Equipo                     |
| 1999                             | La Habana (Cuba)           | Medalla de oro             | Equipo                     |
| Campeonato Europeo al Aire Libre |                            |                            |                            |
| Año                              | Lugar                      | Medalla                    | Prueba                     |
| 1994                             | Nymburk (República Checa)  | Medalla de oro             | Equipo                     |
| 1998                             | Boé/Agen (Francia)         | Medalla de oro             | Equipo                     |